# Synaldis kaszabiana
Synaldis kaszabiana är en stekelart som beskrevs av Papp 1999. Synaldis kaszabiana ingår i släktet Synaldis och familjen bracksteklar. Inga underarter finns listade i Catalogue of Life.